# John Morressy
John Morressy, né le 8 décembre 1930 et décédé le 20 mars 2006 à Sullivan au New Hampshire, est un romancier américain de science-fiction et de fantasy, également enseignant d’anglais à l’université Franklin Pierce.
Il a été sélectionné au prix Locus du meilleur roman de fantasy en 1987 pour A Voice for Princess et à celui de la meilleure nouvelle longue en 1991 pour Timekeeper (L'Heure des comptes).

## Œuvres
Les titres donnés sont les titres originaux.

### SérieDel Whitby
- 1972 – Starbrat
- 1973 – Stardrift (ou Nail Down the Stars)
- 1975 – Under a Calculating Star
- 1976 – A Law for the Stars
- 1977 – Frostworld and Dreamfire
- 1983 – The Mansions of Space

### SérieIron Angel
- 1980 – Ironbrand
- 1981 – Greymantle
- 1982 – Kingsbane
- 1985 – The Time of the Annihilator

### SérieKedrigern
- 1986 – A Voice for Princess
- 1987 – The Questing of Kedrigern
- 1988 – Kedrigern in Wanderland
- 1989 – Kedrigern and the Charming Couple
- 1990 – A Remembrance for Kedrigern
- 2002 – The Domesticated Wizard, premier recueil de la série
- 2003 – Dudgeon and Dragons, deuxième recueil de la série

### Autres ouvrages
- 1966 – The Blackboard Cavalier
- 1968 – The Addison Tradition
- 1974 – A Long Communion
- 1974 – The Humans of Ziax II
- 1975 – The Windows of Forever
- 1977 – The Extraterritorial
- 1978 – The Drought on Ziax II
- 1996 – The Juggler
- 1983 – Other Stories, recueil

### Nouvelles
- 1979 – No More Pencils, No More Books
- 1980 – The Last Jerry Fagin Show
- 1981 – A Hedge Against Alchemy
- 1982 – Final Version, dans 100 Short Short Fantasy Stories
- 1984 – Stoneskin
- 1986 – Spirits from the Vasty Deep
- 1989 – Alaska
- 1990 – Timekeeper
- 1993 – A Boy and His Wolf: Three Versions of a Fable, dans Xanadu
- 1998 – The Persistence of Memory

### Sources
- Nécrologie sur sfwa.org
- Bibliographie sur fantasticfiction.co.uk